# 宜居乡
宜居乡，是中华人民共和国重庆市酉阳土家族苗族自治县下辖的一个乡镇级行政单位。宜居鄉距離縣城以西約35公里，享有“半幅園林如畫，四圍山水宜居”的美誉。其面積約153平方公里，辖10个村、64个组、人口逾2萬人。境內有高山、丘陵、平地、河流小溪，地貌多元化。

## 行政区划
宜居乡下辖以下地区：
宜居村、红鱼村、董河村、长田村、建田村、大木村、矿沿村、楼底村、楼房村和沿峰村。